# Alicia Sánchez Araujo
Alicia Sánchez Araujo (Madrid, 27 de maig de 1949) és una actriu espanyola, directora escènica i professora d'interpretació. Amb una formació i trajectòria teatral molt sòlides, va conèixer l'èxit cinematogràfic en protagonitzar Furtivos, de José Luis Borau, en 1975. Formada en el teatre independent, va ser membre de base de grups com Tábano, participant en muntatges com la històrica Castañuela 70.

## Cinema
Ha intervingut en pel·lícules com Furtivos (José Luis Borau, 1975), Cinco tenedores (Fernando Fernán Gómez, 1979); Dulces horas (Carlos Saura, 1982); La muerte de Mikel (Imanol Uribe, 1984); La vida alegre (Fernando Colomo, 1987); Total (1985), El bosque animado (1987) i Así en el cielo como en la tierra (1996), de José Luis Cuerda; Barrio (Fernando León de Aranoa, 1998); Celos (Vicente Aranda, 1999) i Silencio roto (Montxo Armendáriz, 2001), entre altrestras.

## Teatre
A més de la seva llarga marxa inicial en el teatre independent, ha intervingut, entre altres muntatges, a Samarkanda (1985), d'Antonio Gala i Vidas privadas (2003), de Noël Coward. Així mateix ha estat directora de la companyia "Ménades y Sátiros", adaptant clàssics com Lisístrata (2001) o El gran inquisidor (2011), sobre un capítol de Els germans Karamazov de Dostoyevski.

### Televisió
També ha aparegut regularment a televisió: Cuentos imposibles (1984); Página de sucesos (1985-86); Las aventuras de Pepe Carvalho (1986); Clase media (1987); Cuéntame cómo pasó (2003-07); Hospital Central (2000-07) i Doctor Mateo (2010).

## Activitat docent
Professora de l'Especialitat d'Interpretació en la ECAM (Escola Oficial de Cinematografia i Audiovisual de Madrid) entre 1999 i 2001. També ha estat monitora de cursos d'interpretació i teatre en vers en diferents institucions: Asociación de Actores de Aragón, Círculo de Bellas Artes de Madrid, Escuela Teatro del Mundo (de la que n'ha estat directora), Institut del Teatre; i a Cuba, al Centro Cultural de San Antonio de Baños.

## Premis i candidatures
Premis Goya
| Any  | Categoria                                    | Pel·lícula | Resultat  |
| ---- | -------------------------------------------- | ---------- | --------- |
| 1998 | Millor interpretació femenina de repartiment | Barrio     | Candidata |